# Oleksandr Irvanets
Oleksandr Irvanets (en ukrainien : Ірванець Олександр Васильович), né le 21 janvier 1961 à Lviv en Ukraine, est un écrivain traducteur et poète ukrainien. 

## Biographie
Il est membre du mouvement Bu-Ba-Bu et s'engage aussi pour une dépoutinisation écrivan d'Irpin en mars 2022.